# Till Wahnbaeck
Till Wahnbaeck (* 31. August 1971) ist ein deutscher Sozialunternehmer.

## Werdegang
Wahnbaeck besuchte von 1989 bis 1991 das United World College in Italien, wo er das Internationale Abitur erlangte.
Er studierte von 1992 bis 1996 als Stipendiat der Studienstiftung des deutschen Volkes Geschichte, VWL und Politikwissenschaft an der Albert-Ludwigs-Universität Freiburg (Breisgau). Anschließend promovierte Wahnbaeck von 1996 bis 2000 in Neuerer Geschichte an der Oxford University, war Visiting Fellow am European University Institute in Florenz und am Max-Planck-Institut für Wissenschaftsgeschichte in Berlin.
Von 2000 bis 2012 arbeitete er in verschiedenen Führungspositionen im Marketing, Vertrieb und Innovationsmanagement bei Procter & Gamble, wo er sich dem Thema wertebasierte Führung verschrieben hat. Von 2012 bis 2014 leitete er als Geschäftsführer den Gräfe und Unzer Verlag.
Von 2015 bis 2018 war er Vorstandsvorsitzender der Welthungerhilfe. Seit 2019 ist er Gründer und Geschäftsführer von Impacc, einer gemeinnützigen Organisation, die Start-ups in Afrika aufbaut. Sie ist die erste deutsche Organisation, die Spenden in Investitionen umwandelt, um damit Arbeitsplätze in Gegenden extremer Armut zu schaffen.

## Außerberufliches Engagement
Von 2000 bis 2006 leitete er als ehrenamtlicher Vorsitzender die Bildungsstiftung United World Colleges Deutschland.
2003 gründete Wahnbaeck die Non-Profit-Unternehmensberatung für soziale Projekte „Community Charity Consulting (CCC)“, die er bis 2010 ehrenamtlich leitete.
Außerdem hatte Wahnbaeck 2014 einen Lehrauftrag für „Vision and Leadership“ am University College Freiburg inne.
2015 gründete Wahnbaeck den gemeinnützigen Verein Freibeuter e.V, der sich an Kinder richtet.
Seit 2021 ist er Mitglied im Aufsichtsrat der United World Colleges.

## Privates
Wahnbaeck stammt aus einem protestantischen Elternhaus, seine Vorfahren waren Pastoren. Er ist verheiratet mit der Journalistin Carolin Wahnbaeck, mit der er drei Töchter hat.

## Veröffentlichungen
- Till Wahnbaeck: Luxury and Public Happiness: Political Economy in the Italian Enlightenment. Clarendon Press, 2004, ISBN 978-0-19-926983-9 (Google Books).
- Till Wahnbaeck: Die Reaktion der Kurie auf die Begründung des Absolutismus: Fabio Albergati versus Jean Bodin. In: Zeitschrift für Historische Forschung. Band 26, Nr. 2, 1. Januar 1999, S. 245–267, JSTOR:43569268.
- Till Wahnbaeck, „Ferdinando Paoletti georgofilo e il dibattito sul lusso nel Settecento“, in: I Georgofili. Atti della Accademia dei Georgofili 45 (1999), p. 367–389
- Till Wahnbaeck: Vero and Certo in Vico’s New Science Reconsidered. In: New Vico Studies. Band 16, 1. Juli 1998, S. 59–64, doi:10.5840/newvico1998164.